# Exuperio de Bayeux
Exuperio de Bayeux (Exuperius, Exupère, Spirius, Spire, Soupir, Soupierre), es venerado como el primer obispo de Bayeux. Es celebrado por la Iglesia Católica el 1 de agosto.
Poco se sabe sobre la vida de Exuperio de Bayeux. Según la leyenda, se dice que nació en Roma en una familia rica y noble, y fue enviado en una misión de evangelización en el Bessin por el papa Clemente I ya en el siglo I. Se dice que luchó contra los idólatras que celebraban su culto en el bosque que cubría el monte Phaunus, al oeste de Bayeux. Entre los milagros atribuidos a Exuperio de Bayeux, se dice que liberó siete demonios del mal por medio de la oración, lo que habría provocado muchas conversiones al cristianismo, incluida la de Regnoberto, su futuro sucesor.
La fecha de su episcopado se da como 390 a 405, pero las leyendas locales lo hicieron un discípulo inmediato de san Clemente, que vivió durante el siglo I, y que san Regnoberto fue discípulo de Exuperio. Esta leyenda se encontró en breviarios del siglo XV.
Según la Enciclopedia Católica, "los bolandistas y Jules Lair encontraron poco terreno para esta leyenda; fue sólo hacia mediados del siglo IV que Exuperio fundó la Diócesis de Bayeux; después de él, el sacerdote san Reverendo trabajó para difundir el cristianismo en estas partes". Como escribe Henry Wace, "esto es sólo un ejemplo de la tendencia de las iglesias galas a reclamar un origen apostólico o subapostólico".
En los Études sur les origines de l'évêché de Bayeux, Jules Lair niega el conocimiento legendario de la vida de Exuperio de Bayeux basado en escritos posteriores y poco fiables, incluida la falsa Vie de saint Regnobert, segundo obispo de Bayeux. Jules Lair coloca la existencia de Exuperio alrededor del 340.

## Veneración

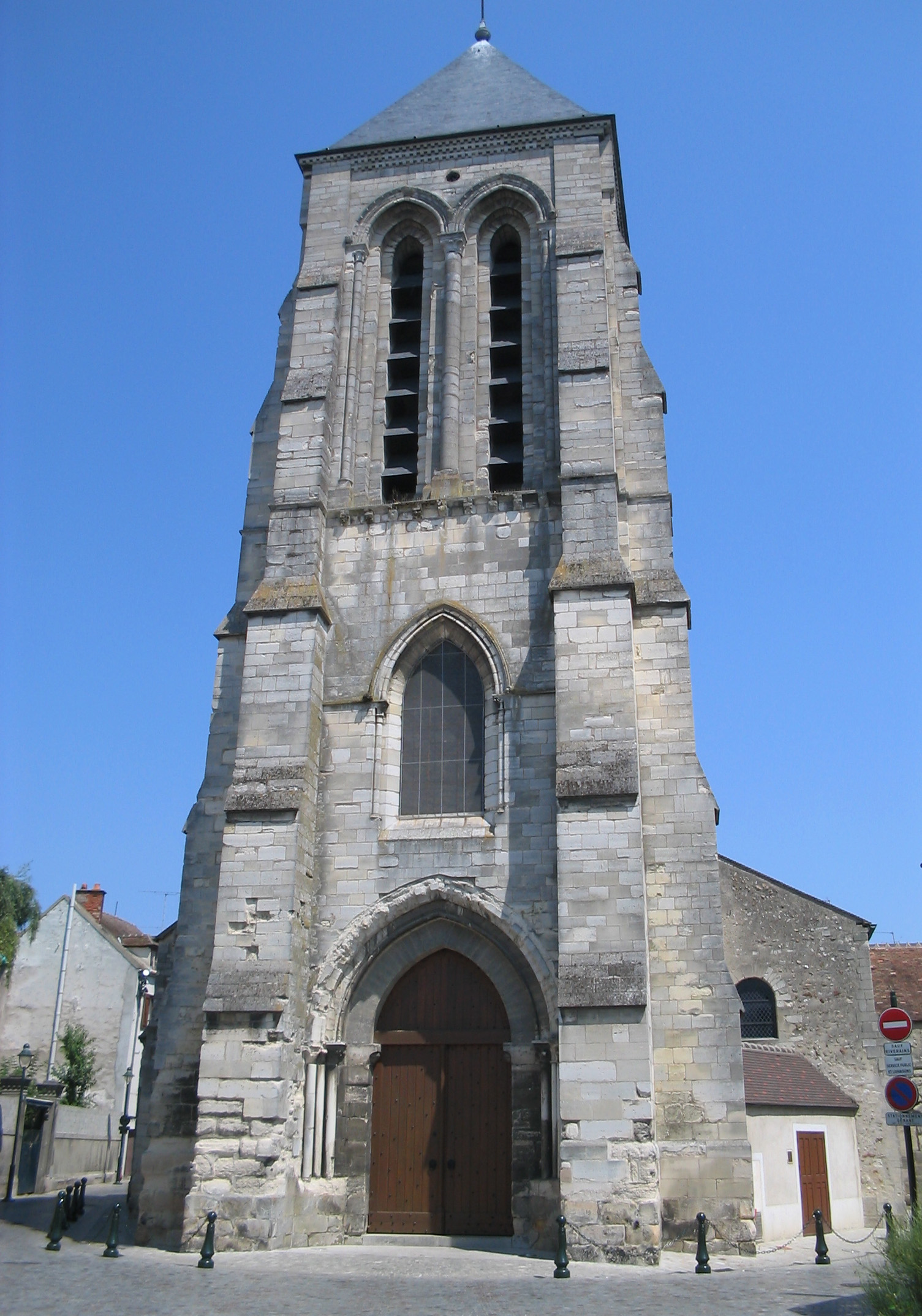
Catedral de Saint-Spire, Corbeil-Essonnes.

Como muchos obispos de los primeros días del obispado de Bayeux, Exuperio de Bayeux fue enterrado por primera vez en la iglesia de Saint-Exupère de Bayeux (el edificio actual fue reconstruido en el siglo XIX en el mismo lugar que el antiguo, en ruinas).
En los tiempos de la invasión de los vikingos del siglo IX, sus reliquias fueron trasladadas desde Bayeux al castillo de Palluau, luego a la colegiata de Saint-Spire de Corbeil-Essonnes por el conde Haymon de Corbeil en el siglo X.
A veces se le llama obispo de Corbolium (Corbeil) como resultado de esta traslación.
Alrededor de 1454, el rey Carlos VII de Francia hizo tomar una reliquia de las reliquias guardadas en Corbeil-Essonnes con la intención de enriquecer el tesoro de la Sainte-Chapelle. Los conservados en Corbeil-Essonnes serán arrojados al río Sena por los revolucionarios en 1793.
Un plato de plata llamado missorium que probablemente data de finales del siglo I, encontrado en 1729 en Inglaterra y ahora desaparecido indicaba la inscripción "Exuperius episcopus Ecclesiae Bogiensi dedit". Pudo haber llegado a Inglaterra tras el saqueo de la catedral de Bayeux en 1106 por Enrique I Beauclerc.
Una parroquia está dedicada a él en el Bessin (Parroquia de Saint-Exupère en Bessin).
Fue honrado en Bretaña, particularmente en Dinéault, Finistère, bajo los nombres de Dispar, Ispar o Thois (Saint-Thois).